# Processa hawaiiensis
Processa hawaiiensis är en kräftdjursart som först beskrevs av James Dwight Dana 1852.  Processa hawaiiensis ingår i släktet Processa och familjen Processidae. Inga underarter finns listade i Catalogue of Life.